# Luca Ermenegildo Pasetto
Luca Ermenegildo Pasetto (né le 17 septembre 1871 à Padoue, en Vénétie et mort le 22 janvier 1954) fut le dernier patriarche latin d'Alexandrie (titulaire).

## Biographie
Le 21 novembre 1921, Luca est nommé évêque titulaire de Geras (de) et le 22 septembre 1937, archevêché titulaire d'Iconium (de).
Luca Ermenegildo Pasetto fut désigné patriarche latin d'Alexandrie le 11 novembre 1950 et le resta jusqu'à sa mort.